# Five Pennies
Five Pennies (engelska: The Five Pennies) är en amerikansk musikalisk delvis biografisk dramafilm från 1959 i regi av Melville Shavelson. I huvudrollen som kornettisten och orkesterledaren Loring Red Nichols ses Danny Kaye. I övriga roller märks Barbara Bel Geddes, Louis Armstrong, Harry Guardino, Bob Crosby, Bobby Troup, Susan Gordon och Tuesday Weld. Den verklige Red Nichols medverkade själv på filmens soundtrack.

## Rollista i urval
- Danny Kaye - Red Nichols
- Barbara Bel Geddes - Willa Stutsman
- Louis Armstrong - sig själv
- Harry Guardino - Tony Valani
- Bob Crosby - Will Paradise
- Bobby Troup - Arthur Schutt
- Susan Gordon - Dorothy Nichols, 6-8 år
- Tuesday Weld - Dorothy Nichols, 13 är
- Ray Anthony - Jimmy Dorsey
- Shelly Manne - Dave Tough
- Ray Daley - Glenn Miller
- Valerie Allen - Tommye Eden
- Bob Hope - sig själv (cameo)